# Patelloa fuscimacula
Patelloa fuscimacula är en tvåvingeart som först beskrevs av Aldrich och Herbert John Webber 1924.  Patelloa fuscimacula ingår i släktet Patelloa och familjen parasitflugor.
Artens utbredningsområde är British Columbia. Inga underarter finns listade i Catalogue of Life.